# 烏羅扎伊內 (捷爾諾波爾州)
48°33′58″N 26°16′33″E / 48.56611°N 26.27583°E

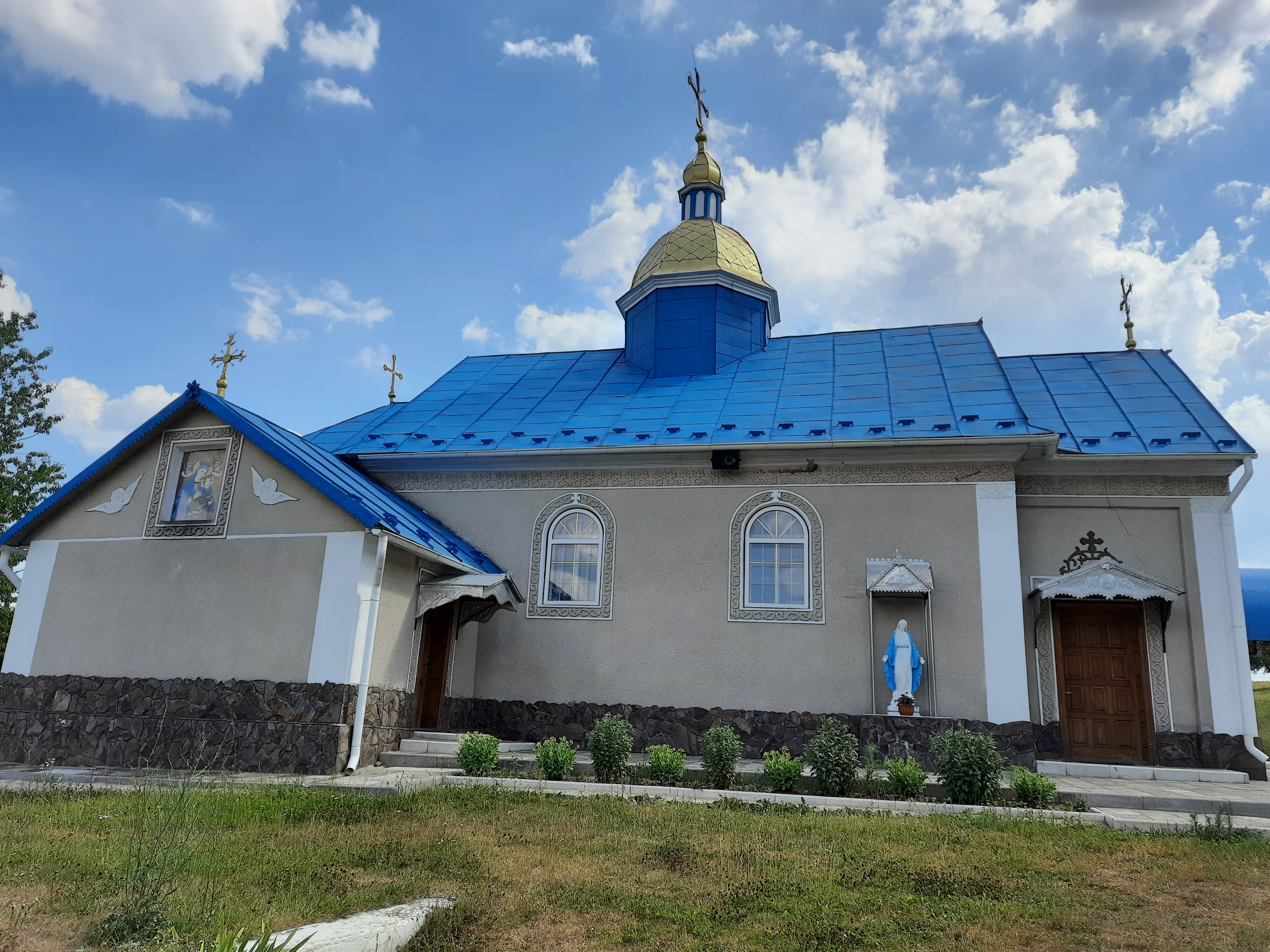
教堂

烏羅扎伊内（烏克蘭語：Урожайне），是烏克蘭的村落，位於該國西部捷爾諾波爾州，由喬爾特基夫區梅利尼察-波迪利斯卡市镇負責管轄，處於茲維納河畔，距離茲維尼亞奇卡1公里，面積1.68平方公里，海拔高度181米，2001年人口313。